# Charles Bell (calciatore 1958)
Charles Bell, detto Charlie (Middlesbrough, 14 novembre 1958), è un ex calciatore inglese, di ruolo centrocampista.

## Carriera
Cresciuto nelle giovanili del Middlesbrough, club della sua città natale, esordisce tra i professionisti con il Boro all'età di 19 anni, nella partita della prima divisione inglese del 15 aprile 1978 pareggiata per 0-0 sul campo del Wolverhampton, che è anche la sua unica presenza stagionale in incontri ufficiali con la prima squadra; anche nella stagione successiva fa parte della rosa della prima squadra, con cui gioca ancora una volta una sola partita di campionato (la sconfitta per 1-0 del 24 aprile 1979 sul campo del Manchester City). Continua a trovare poco spazio anche nella stagione 1979-1980, in cui gioca 3 partite di campionato (la quindicesima, sedicesima e diciassettesima giornata), così come nella stagione 1980-1981, in cui gioca invece 5 partite, 4 delle quali nel finale di stagione, riuscendo in compenso a trovare la sua prima rete in carriera tra i professionisti (che rimarrà anche la sua unica in prima divisione), il 4 aprile 1981 in una partita persa con il punteggio di 2-1 sul campo del Birmingham City.
Al termine della stagione 1980-1981 viene ceduto al Mansfield Town, club di quarta divisione, dove rimane per due stagioni consecutive giocando da titolare fisso in questa categoria, con un bilancio complessivo di 81 presenze e 12 reti in incontri di campionato con la maglia degli Stags; dopo una stagione trascorsa in quinta divisione con lo Scarborough nel 1984 all'età di 26 anni si ritira e diventa poliziotto nella Cleveland Police a Nottingham; nel 1987 riprende a giocare a livello amatoriale nella squadra dopolavoristica della polizia, e dopo breve tempo si trasferisce al Marske United, club semiprofessionistico, con cui gioca fino a metà della stagione 2001-2002 diventandone per un periodo anche allenatore, ruolo che peraltro torna a ricoprire in seguito anche dal 2005 al gennaio del 2008.

## Palmarès

### Giocatore

#### Competizioni nazionali
- National League Cup: 1

Scarborough: 1983-1984